# Sezónní nezaměstnanost
Sezónní nezaměstnanost je druh nezaměstnanosti, vyvolaný proměnlivostí trhu práce, zejména v průběhu roku. Poptávka po určitých pracovnících je v řadě oborů vázána na určitá období v roce (sezónu), kdežto mimo období této sezónní nabídky práce vzniká právě sezónní nezaměstnanost. Například v oboru turistického ruchu vzniká odlišná poptávka po pracovnících v zimních (lyžařská střediska, zimní stadiony) a naproti tomu v letních resortech (tábory, plovárny, stánky). Sezónní zaměstnání se pravidelně nabízejí v obchodech před vánočními svátky (očekávaný velký nápor objednávek) nebo v zemědělství (velké množství činností je pevně vázáno na určitý čas, kupř. sběr plodů). Na takové práce se často najímají brigádníci. 
Při výpočtu míry nezaměstnanosti Českým statistickým úřadem se míra nezaměstnanosti očišťuje o sezónní vlivy.